# C7P
Il C7P, acronimo della dicitura completa Ciągnik Siedmiotonowy Polski traducibile come "trattore da 7 tonnellate polacco", è stato un trattore d'artiglieria in dotazione ai reparti meccanizzati dell'Esercito polacco, ricavato dal carro armato leggero 7TP e brevemente utilizzato nelle settimane iniziali della seconda guerra mondiale.

## Storia
Nel 1931 la Polonia aveva acquistato una quarantina di Vickers Mk. E britannici, sia a doppia torretta che a torretta singola, per iniziare l'espansione delle proprie forze corazzate. Ciò rese di conseguenza necessario un veicolo adatto alla meccanizzazione dell'artiglieria, nonché al recupero di carri armati fuori uso: la PZInż, azienda a partecipazione statale, cominciò a lavorare sui progetti di massima poco dopo l'arrivo dei primi blindati, valorizzando il riutilizzo più ampio possibile delle parti meccaniche del Vickers – intanto modificato e ridenominato 7TP. Nel 1933, apparve il primo prototipo; fu sottoposto a una serie di collaudi dopo i quali i vertici dell'esercito lo immisero in servizio con la denominazione C7P. La produzione fu avviata nel 1935 a carico della PZInż che consegnò circa 150 esemplari sino al settembre 1939 circa. I trattori furono nella gran parte distribuiti al 1º Reggimento artiglieria pesante per movimentarne i mortai pesanti Škoda wz. 32 da 220 mm: ogni pezzo necessitava di tre C7P. Diciotto unità furono assegnate alle formazioni corazzate costituite da 7TP, dai Vickers e dai Renault R35 comprati dall'alleata Francia. Tuttavia, nel 1939, i comandi si avvidero che questo numero era insufficiente e ordinarono trentadue trattori, ma sembra poco probabile che questo lotto sia mai stato consegnato. Negli anni trenta, infine, il genio militare ebbe due veicoli per testare l'utilità dei C7P nella costruzione e/o manutenzione di ferrovie e quali officine mobili, ma senza successo.

## Caratteristiche tecniche
Il C7P era lungo 4,60 metri, largo 2,41 metri e alto 2,40. Si trattava, sostanzialmente, un carro armato 7TP privato della torretta e di parte della sovrastruttura, rimpiazzate da una cabina quadrangolare dove sedevano l'equipaggio di due persone (comandante e pilota) e i quattro passeggeri. Il telaio era identico e il treno di rotolamento, che aveva dato prova di affidabilità e robustezza, era stato mantenuto: era composto per lato da otto piccole ruote portanti, accoppiate da elementi orizzontali; due coppie erano unite da un carrello dotato di sospensione a balestra con un bilanciere. La corsa superiore dei cingoli era sostenuta da quattro rulli, la ruota motrice era anteriore e quella di rinvio, posteriore, era rialzata. Lo scafo corazzato, eccettuate le parti rimosse, non aveva subito particolari cambiamenti. Nel vano posteriore si trovava lo stesso motore del carro armato, un Saurer diesel a sei cilindri, erogante 115 hp e alimentato a gasolio. Il peso del trattore si aggirava sulle 8,5 tonnellate e la velocità massima era modesta, 26 km/h; l'autonomia ammontava a 150 km. In caso di missioni di recupero, il trattore poteva essere equipaggiato con un perno d'agganciamento e un verricello (carico massimo 5 000 chili).